# Ira Washington Rubel
Ira Washington Rubel (Chicago, Illinois, 1860. augusztus 27. – London, 1908. szeptember 19.) amerikai nyomdász, üzletember, feltaláló, az ofszetnyomás feltalálója.

## Élete
Szülővárosában, a Hayes és a Division West High School-ban folytatta középfokú tanulmányait, majd a chicagoi egyetemre járt, ahol 1881-ben diplomázott. Később jelentkezett a Northwestern University-re, ahol 1883-ban jogi alapdiplomát szerzett.  Házas volt, három gyermeke született. Szélütés vitte el 48 évesen.

## Munkássága
1881-ben bátyjával Charlesszal együtt megalapította a Rubel Brothers nyomdát Chicagoban és rövid ideig ügyvédként praktizált ugyanitt. 1899-re már üzletük volt New Yorkban, papírgyáruk Chicagoban és a New Jersey állambeli Nutleyban ahol még egy nyomdájuk is működött. Ebben a nyomdában fedezte fel az ofszetnyomást 1903-ban. Történt ugyanis, hogy a berakó elfelejtett ívet tenni a gumiborításos nyomóhengerre, és a következő nyomáskor a papír mindkét oldalán megjelent a kép, de a túloldalon tisztán, élesen. Ezt hívjuk ma gumiborításon alapuló indirekt nyomtatásnak. A történtek után ofszetgépet szerkesztett amelynek a Harris Offset Rotary nevet adta. A gép önberakóval háromezer példányt tudott nyomni egy óra alatt és igen sikeresnek bizonyult. Kevesebb mint 50 év múlva az ofszetnyomás felváltotta a magasnyomtatási és mélynyomtatási technológiákat és a legáltalánosabb nyomtatási eljárássá vált világszerte.